# Марк Феррелл (тенісист)
Марк Феррелл (англ. Mark Farrell; 6 травня 1953 — 26 листопада 2018) — колишній британський тенісист.
Найвищу одиночну позицію світового рейтингу — 120 місце досяг 20 грудня 1974 року.
Найвищим досягненням на турнірах Великого шолома був фінал в змішаному парному розряді.

## Фінали турнірів Великого шолома

### Мікст: 1 (0–1)
| Результат | W/L | Дата | Турнір                    | Покриття | Партнер     | Суперники                     | Рахунок  |
| --------- | --- | ---- | ------------------------- | -------- | ----------- | ----------------------------- | -------- |
| Поразка   | 0–1 | 1974 | Вімблдонський турнір 1974 | Трава    | Леслі Чарлз | Овен Девідсон Біллі Джин Кінг | 3–6, 7–9 |

## Фінали WCT за кар'єру

### Парний розряд: 1 (0–1)
| Результат | W/L | Дата | Турнір                  | Покриття | Партнер    | Суперники                     | Рахунок  |
| --------- | --- | ---- | ----------------------- | -------- | ---------- | ----------------------------- | -------- |
| Поразка   | 0–1 | 1974 | Лондон, Велика Британія | Тверде   | Джон Ллойд | Ове Нільс Бенгтсон Б'єрн Борг | 6–7, 3–6 |